# Élection pontificale de 1061
L'élection pontificale de 1061 est la première élection par laquelle les cardinaux de l'Église catholique seuls élisent le pape — mode d'élection qui subsiste à ce jour.
Le 13 avril 1059, le pape Nicolas II promulgue une bulle pontificale, In nomine Domini, décrétant que le pape soit désormais élu par les seuls cardinaux, et que son élection marque le début de son pontificat. Avant cette date, les papes étaient souvent nommés par leur prédécesseur, ou bien par l'empereur du Saint-Empire ; il n'existait pas de procédure claire et uniforme.
La nouvelle disposition entre en application pour la première fois à la suite du décès de Nicolas II le 27 juillet 1061. L'élection a lieu à la basilique Saint-Pierre-aux-Liens le 30 septembre. La liste des participants est aujourd'hui inconnue, mais il y avait à cette date onze cardinaux : Giovanni, évêque de Porto ; Bonifazio, évêque d'Albano ; Giovanni, évêque de Tivoli ; Mainardo, évêque de Silva Candida ; Giovanni, évêque de Sabina ; Pierre, évêque de Frascati ; Pierre Damien, évêque d'Ostie ; Gilberto, évêque de Labico ; Bruno, évêque de Palestrina ; Grégoire, dont le diocèse suburbicaire est incertain ; et Bonifazio, évêque de Gabio.
L'assemblée élit Anselmo de Baggio, évêque de Lucques (mais pas cardinal) ; il devient le pape Alexandre II. Des membres de la noblesse romaine et des évêques lombards s'opposent à cette élection. Ils obtiennent d'Agnès de Poitiers, impératrice régente du Saint-Empire romain germanique, qu'elle reconnaisse comme pape Pierre Cadalus, évêque de Parme, sous le nom d'« Honorius II ». Une assemblée d'évêques l'« élisent » le 28 octobre à Bâle, sans qu'aucun cardinal ne soit présent.
Les deux prétendants se battent pour le territoire de Saint-Pierre, puis s'en remettent à la décision de la cour impériale. En 1062, l'impératrice Agnès est déchue de la régence, et le nouveau régent, hostile à « Honorius II », se prononce contre ce dernier, puis en faveur d'Alexandre II. Honorius sera frappé d'anathème par le synode de Mantoue du 31 mai 1064, entérinant la reconnaissance d'Alexandre II.